# Le roi Tobol
Le roi Tobol is een onvoltooide compositie van Albert Roussel. Roussel dacht over een werk voor op het toneel op basis van een libretto van Jean-Louis Vaudoyer. De eerste aanwijzingen voor dit werk dateren uit 1905, maar het kwam niet van de grond. In 1911 begon Roussel met het componeren, maar werd opgehouden door ander werk. Werkzaamheden aan Le festin de l'araignée en Padmâvatî zaten in de weg. Vervolgens begon de Eerste Wereldoorlog en werd Roussel ernstig ziek. In 1919 liet Roussel het idee voor dit werk varen. Toch is er een deel van de muziek te horen; hij gebruikte een fragment uit Le roi Tobol in zijn tweede symfonie.